# Kentoverse
Kentoverse is het elfde studioalbum van Kento Masuda, dat op 21 december 2021 werd uitgebracht via zijn eigen platenlabel Kent On Music, Inc. Het album bestaat uit vijf nummers en is geproduceerd door Kento Masuda zelf in samenwerking met Gary Vandy.
De nummers op Kentoverse werden aanvankelijk opgenomen in de studio van Kento Masuda in Tokio, Japan en vervolgens gemixt en gemasterd door coproducent Gary Vandy in Miami, Verenigde Staten.
Kentoverse is een muzikaal project waarbij Masuda inspiratie putte uit de pandemie-ervaring. Het overstijgt de traditionele genreclassificaties door elementen uit klassieke, ambient en hedendaagse muziek naadloos te combineren. Een van de opvallende aspecten van het Kentoverse-album is de opname van composities in opdracht, geïnspireerd op verschillende thema's. Dit omvat een compositie in opdracht van het vrijmetselaarsthema van de Grote Architect van het Universum, evenals een koninklijke mars gemaakt voor het Huis van Rurikovich.
Naast andere samenwerkingen en muziekoptredens is Kento Masuda een samenwerkingsverband aangegaan met de Europese Stichting ter Ondersteuning van Cultuur in Europa. Als onderdeel van deze samenwerking zal hij een reeks liveshows uitvoeren met composities van zijn nieuwste album, Kentoverse.

## Tracklist
| Nr. | Titel                                | Duur  |
| --- | ------------------------------------ | ----- |
| 1.  | Great Architect of the Universe      | 12:42 |
| 2.  | Integrity                            | 4:54  |
| 3.  | Godsend Rondo Verse                  | 15:22 |
| 4.  | Rurikovich March Era of Resurrection | 5:12  |
| 5.  | K11                                  | 4:53  |

## Albumopname
- Kento Masuda – componist, piano, keyboards, synthesizer, productie
- Gary Vandy – mixen, masteren, productie

## Prijzen en nominaties
| Jaar | Prijs                                  | Genomineerd werk | Categorie                                       | Resultaat |
| ---- | -------------------------------------- | ---------------- | ----------------------------------------------- | --------- |
| 2017 | Accolade Global Film Competition       | "Godsend Rondo"  | Kunst / Cultureel / Performance / Toneelstukken | Gewonnen  |
| 2017 | Best Shorts Competition                | "Godsend Rondo"  | Kunst / Cultureel / Performance / Toneelstukken | Gewonnen  |
| 2017 | Los Angeles Film Awards                | "Godsend Rondo"  | Muziekvideo                                     | Gewonnen  |
| 2017 | Festigious International Film Festival | "Godsend Rondo"  | Muziekvideo                                     | Gewonnen  |
| 2017 | Top Shorts Film Festival               | "Godsend Rondo"  | Muziekvideo                                     | Gewonnen  |
| 2017 | New York Film Awards                   | "Godsend Rondo"  | Muziekvideo                                     | Gewonnen  |
| 2017 | Actors Awards Los Angeles              | "Godsend Rondo"  | Muziekvideo                                     | Gewonnen  |